# 申成鉉
申 成鉉（シン・ソンヒョン、韓国語：신성현、1990年10月19日 - ）は、大韓民国・ソウル特別市出身の元プロ野球選手（捕手・内野手・外野手、右投右打）。

## 経歴

### アマチュア時代
1990年にソウル特別市で生まれた。小学校3年までは水泳をしておりバタフライの有望選手だったが、鼻の疾患で水泳を断念し、小学校4年から野球を始める。
ソウル・徳寿中時代は投手兼外野手であり、テレビで見ていた日本の高校野球及び日本プロ野球に憧れて、高校進学を期に来日する事を決断。
小学校の先輩が進学していた京都国際高校に留学し同校の野球部に入部した。1年生では三塁手を務め、以後はさまざまなポジションを経験して2年春から遊撃手に落ち着く。打線でも常にチームの中軸を任されたており、日本国内のみならず複数の韓国やメジャーの球団からも注目される存在になる。

### 広島時代
2008年9月15日に行われた広島東洋カープの入団テストを受け、53人中唯一の合格者となる。10月30日、ドラフト会議で広島から4位指名を受け、11月11日に契約金2000万円、年俸450万円（金額は推定）で仮契約した。日本の高校に留学し、直接日本のプロに進んだのは福岡ソフトバンクホークスから指名された金無英と同時に韓国野球史上初だった。
2009年は二軍で23試合に出場。守備、打撃共に確実性を欠き、一軍昇格はならなかった。
2010年は前シーズン同様一軍昇格はならなかったもののウエスタン・リーグでは内野全ポジションを守るなど積極的に挑戦、出場試合は37試合に増加した。
2013年10月1日付で球団から戦力外通告を受けた。5シーズンにわたり広島に所属したが、ついに一軍出場は果たせないまま退団となった。

### 高陽ワンダース時代
2014年に韓国の独立球団である高陽ワンダーズに入団したが、高陽は同年限りで解散した。また同年の韓国プロ野球（KBO）の新人ドラフトに参加したが、指名を受けられなかった。

### 漣川ミラクル時代
2015年は当初、同年発足した独立球団・漣川ミラクルに所属していたが、試合に出場することはなかった。

### ハンファ時代
2015年5月にハンファ・イーグルスと申告選手として契約し、のちに正式契約を結んだ。6月10日の三星ライオンズ戦で記録したプロ初本塁打は決勝打となる逆転満塁本塁打となった。
2016年7月15日、韓国プロ野球の若手選手が出場するフューチャースオールスターゲームで5打点を記録し、MVP（最優秀選手）を受賞した。
2017年4月8日の対起亜タイガース戦において、味方が金泰均の適時打で逆転した直後の9回裏に、自身初の捕手としての出場を果たした。鄭ウラムを丁寧にリードして崔炯宇をセカンドゴロ、羅志完をセンターフライ、徐東旭をレフトフライに抑えてチームを勝利に導いた。

### 斗山時代
上述した捕手としての出場から僅か1週間後の2017年4月17日、崔在勳との1対1のトレードで斗山ベアーズに移籍した。
2019年は主に代走や守備固めとして起用された。さらに同年は外野手にも挑戦するようにもなり、金宰煥が負傷で離脱した時には彼に変わる左翼手としてスタメン出場を経験した。
2020年は開幕から二軍暮らしが長かったが、許敬民の怪我によりその代替の内野手として8月に昇格。8月26日の起亜タイガース戦では4点ビハインドで迎えた9回裏無死1塁から白同訓の代打として登場し、全相炫から今季初安打となる二塁打を打った。その後には後続の崔周煥と徐藝日が連続して犠牲フライを打ったことで、自身と走者の朴池焄は得点に成功したが、次打者の金宰鎬が三振に倒れたため勝利には結びつかなかった。
2021年の春季キャンプからは、同じく右打ちの内野手である姜勝淏と朴桂範の新加入及び、兵役を満了し除隊された金民奕と黄竟態のチーム復帰を受け、金泰亨監督の指示のもと外野手に転向した。しかし朴桂範の負傷と金民奕の不振および自身が二軍で28試合に出場して打率.355、6本塁打、28打点、長打率.634、出塁率.475と好調だったため、5月30日に一軍昇格。そして6月2日の対SSGランダース戦で、2019年9月19日のSKワイバーンズ戦以来626日ぶりとなる「8番・三塁手」としての先発出場を果たし、相手先発のウィルマー・フォントからマルチ安打を放つ活躍を見せた。その後、二軍では金民奕と激しい首位打者争いを繰り広げ、最終的に69試合に出場して打率.331の成績を残し、金民奕を僅か1厘差でかわして北部リーグの首位打者となった。またその他にも9本塁打（北部リーグ2位タイ）、59打点（同1位）、45得点（同2位）、長打率.527（同1位）、出塁率.441（同1位）と圧倒的な成績を残した（但し、リーグから連盟表彰が行われるのは首位打者と打点王の2部門）。
2022年は、5月11日のキウム・ヒーローズ戦で6回に張裁榮を相手に一軍では1121日ぶりとなる勝ち越し本塁打を放ち、チームの勝利に貢献した。
2023年、一軍で12試合に出場、8月22日に現役引退が報道され、その後は選手契約を解除せずに戦力分析員として活動し、シーズン終了後の11月30日、自由契約選手となった。

## プレースタイル・人物
遠投115メートルの強肩と高校通算30本塁打の強打が武器。高校時代に左中間スタンドの照明塔を直撃する推定飛距離150m弾を放ったこともあり、長打力が持ち味。
また守備も投手以外全てのポジションを守れるユーティリティプレーヤーになったため、様々な場面で起用されている。

## 詳細情報

### 年度別打撃成績（NPB）
- 一軍公式戦出場なし

### 年度別打撃成績（KBO）
| 年 度    | 球 団    | 試 合 | 打 席 | 打 数 | 得 点 | 安 打 | 二 塁 打 | 三 塁 打 | 本 塁 打 | 塁 打 | 打 点 | 盗 塁 | 盗 塁 死 | 犠 打 | 犠 飛 | 四 球 | 敬 遠 | 死 球 | 三 振 | 併 殺 打 | 打 率 | 出 塁 率 | 長 打 率 | O P S |
| -------- | -------- | ----- | ----- | ----- | ----- | ----- | -------- | -------- | -------- | ----- | ----- | ----- | -------- | ----- | ----- | ----- | ----- | ----- | ----- | -------- | ----- | -------- | -------- | ----- |
| 2015     | ハンファ | 64    | 117   | 102   | 17    | 23    | 3        | 0        | 4        | 38    | 17    | 0     | 0        | 2     | 0     | 13    | 0     | 0     | 44    | 0        | .225  | .313     | .373     | .686  |
| 2016     | ハンファ | 89    | 184   | 158   | 30    | 44    | 8        | 0        | 8        | 76    | 24    | 0     | 4        | 6     | 0     | 15    | 0     | 5     | 54    | 3        | .278  | .360     | .481     | .841  |
| 2017     | ハンファ | 13    | 34    | 31    | 2     | 6     | 2        | 0        | 1        | 11    | 4     | 1     | 0        | 1     | 1     | 0     | 0     | 1     | 6     | 1        | .194  | .212     | .355     | .567  |
| 2017     | 斗山     | 21    | 38    | 36    | 3     | 5     | 0        | 1        | 0        | 7     | 3     | 0     | 0        | 0     | 0     | 2     | 0     | 0     | 15    | 1        | .139  | .184     | .194     | .378  |
| '17計    | 斗山     | 34    | 72    | 67    | 5     | 11    | 2        | 1        | 1        | 18    | 7     | 1     | 0        | 1     | 1     | 2     | 0     | 1     | 21    | 2        | .333  | .396     | .549     | .945  |
| 2018     | 斗山     | 16    | 27    | 24    | 5     | 4     | 0        | 0        | 1        | 7     | 2     | 0     | 0        | 0     | 1     | 2     | 0     | 0     | 9     | 1        | .167  | .222     | .292     | .514  |
| 2019     | 斗山     | 35    | 54    | 41    | 9     | 8     | 0        | 0        | 1        | 11    | 6     | 0     | 0        | 0     | 2     | 10    | 0     | 1     | 14    | 0        | .195  | .352     | .268     | .620  |
| 2020     | 斗山     | 9     | 7     | 4     | 2     | 1     | 1        | 0        | 0        | 2     | 0     | 0     | 0        | 0     | 0     | 3     | 0     | 0     | 3     | 0        | .250  | .571     | .500     | 1.071 |
| 2021     | 斗山     | 11    | 15    | 11    | 3     | 2     | 0        | 0        | 0        | 2     | 0     | 0     | 0        | 0     | 0     | 3     | 0     | 1     | 6     | 0        | .182  | .400     | .182     | .582  |
| 2022     | 斗山     | 17    | 25    | 23    | 3     | 2     | 0        | 0        | 1        | 5     | 2     | 1     | 0        | 0     | 0     | 2     | 0     | 0     | 5     | 2        | .087  | .160     | .217     | .377  |
| 2023     | 斗山     | 12    | 15    | 12    | 1     | 1     | 0        | 0        | 0        | 1     | 1     | 0     | 1        | 0     | 0     | 3     | 0     | 0     | 4     | 0        | .083  | .267     | .083     | .350  |
| KBO：9年 | KBO：9年 | 287   | 516   | 442   | 75    | 96    | 14       | 1        | 16       | 160   | 59    | 2     | 5        | 9     | 4     | 53    | 0     | 8     | 160   | 8        | .164  | .197     | .269     | .466  |

### 背番号
- 68 （2009年 - 2013年、2016年）
- 50 （2014年）
- 01 （2015年）
- 13 （2017年2月1日 - 4月17日）
- 12 （2017年4月18日 - 同年終了）
- 5 （2018年 - 2023年）